# Estearato de litio

Estearato de litio

El estearato de litio es una sal del ácido esteárico con el catión litio que tiene la función de espesar aceites, con el fin de elaborar grasas de alta temperatura, es usado como lubricante, hidrofugante, antiapelmazante y desmoldeante.

## Características
Aspecto:
Polvo blanco
Contenido metálico:	
(% m/m) 2,0-2,3 
Punto de Fusión:	
(°C) 205-220 
Ácido libre:	
(% m/m) <1 
Humedad:	
(% m/m) <3 
Densidad aparente:	
(g/cc) 0,25-0,30
Granulometría 100 Mesh:	
(% m/m) <8
- Datos: Q420096